# Liste der Naturdenkmäler in Rosenheim
Die Liste der Naturdenkmäler in Rosenheim listet die Naturdenkmäler in der kreisfreien Stadt Rosenheim in Bayern auf. In Rosenheim gab es im Juli 2017 die folgenden sieben  nach § 28 BNatSchG geschützten Naturdenkmäler.

## Liste
| Bild           | Nummer   | Bezeichnung                                      | Koordinaten                     | Lage                                                              | Bemerkung |
| -------------- | -------- | ------------------------------------------------ | ------------------------------- | ----------------------------------------------------------------- | --- |
| weitere Bilder | ND-01387 | Hirschbichl                                      | 47° 50′ 25,8″ N, 12° 6′ 18,4″ O | Gemarkung Aising, Ortsteil Aisingerwies. Flurstücke 1771 und 1772 | Mit altem Laubbaumbestand bestockter Hügel, geologische Bedeutung. Das 0,56 ha große Gebiet wurde 1982 zum flächenhaften Naturdenkmal erklärt, um die Schönheit und Eigenart des Biotops zu wahren und den Tier- und Pflanzenbestand zu sichern und zu erhalten. |
| weitere Bilder | ND-01386 | Rackermoos                                       | 47° 50′ 24″ N, 12° 4′ 59,9″ O   | Gemarkung Pang, Ortsteil Schwaig. Flurstücke 1771 und 1772        | Streuwiese, Niedermoor, Großseggenried mit vegetationskundlicher/floristischer Bedeutung. Das 1,92 ha große Feuchtbiotop wurde 1982 zum flächenhaften Naturdenkmal erklärt, um die Schönheit und Eigenart des Feuchtbiotops zu wahren und den Tier- und Pflanzenbestand zu sichern und zu erhalten. |
| weitere Bilder | ND-01388 | Happinger Gemeindemoos                           | 47° 49′ 36,5″ N, 12° 7′ 9,5″ O  | Gemarkung Happing, Flurstücke 234 und 234/1                       | Streuwiese mit vegetationskundlicher/floristischer Bedeutung. Das 3,54 ha große Feuchtbiotop südlich der Grünfeldstraße wurde 1980 zum flächenhaften Naturdenkmal erklärt, um die Schönheit und Eigenart des Feuchtbiotops zu wahren und den Tier- und Pflanzenbestand zu sichern und zu erhalten. |
| weitere Bilder | ND-01385 | Weinhart-Eiche                                   | 47° 51′ 23,2″ N, 12° 7′ 40,2″ O | Apothekergarten Max-Josefs-Platz 21                               | Schützenswerte, etwa 100 Jahre alte Eiche. |
| weitere Bilder | ND-01383 | Winterlinde an der Ebersberger Straße            | 47° 52′ 19,3″ N, 12° 6′ 54,6″ O | Ebersberger Straße                                                | Schützenswerte, etwa 130 Jahre alte Winterlinde (Tilia cordata). Der Baum wurde 1996 wegen seiner hervorragenden Schönheit und der ökologischen Bedeutung zum Naturdenkmal erklärt. |
| weitere Bilder | ND-01384 | Stieleiche (Quercus robur) an der Eichfeldstraße | 47° 50′ 25,2″ N, 12° 7′ 49,3″ O | Eichfeldstraße 80                                                 | Schützenswerte Stieleiche, Höhe 18 m, Kronendurchmesser 12 m. Der Baum wurde 2000 wegen seiner hervorragenden Schönheit und der ökologischen Bedeutung zum Naturdenkmal erklärt. |
| weitere Bilder | ND-07282 | Blutbuche an der Pfarrkirche Heilig Blut         | 47° 50′ 8,9″ N, 12° 7′ 13,2″ O  | Happing, Zugspitzstraße 13                                        | Schützenswerte Blutbuche (Fagus sylvatica f. purpurea), Höhe 25 m, Kronendurchmesser 17 m. Der Baum wurde anlässlich des ersten nationalen Tags des Baumes 1952 an der damaligen Filialkirche gepflanzt. Er wurde 2014 wegen seiner Eigenart sowie der geschichtlichen und heimatkundlichen Bedeutung, sowie als Orts- und Landschaftsbild prägendes und charakteristisches Gestaltungselement zum Naturdenkmal erklärt. |

### Ehemalige Naturdenkmäler
| Bild | Nummer | Bezeichnung             | Koordinaten                     | Lage                                                                                  | Bemerkung |
| ---- | ------ | ----------------------- | ------------------------------- | ------------------------------------------------------------------------------------- | --- |
|      |        | Eiche beim Moar am Berg | 47° 49′ 19,3″ N, 12° 4′ 36,2″ O | Pang, Ortsteil Westerndorf am Wasen. An der Zufahrt zu den Anwesen Am Wasen 76 und 78 | Die ortsbildprägende ca. 150 Jahre alte Stieleiche (Quercus robur) war 2016 laut Gutachten standsicher und erhaltenswürdig; 2017 wurde sie als Naturdenkmal ausgewiesen. Stammumfang 5,07 m, Kronendurchmesser 17 m, etwa 150 Jahre alt, 24 m hoch. Der Baum wurde gefällt, Baumstumpf noch vorhanden (08/2019), nicht mehr in der Liste. |